# Crotalaria arenaria
Crotalaria arenaria är en ärtväxtart som beskrevs av George Bentham. Crotalaria arenaria ingår i släktet sunnhampor, och familjen ärtväxter. Inga underarter finns listade i Catalogue of Life.